# 使い捨て型ロケット

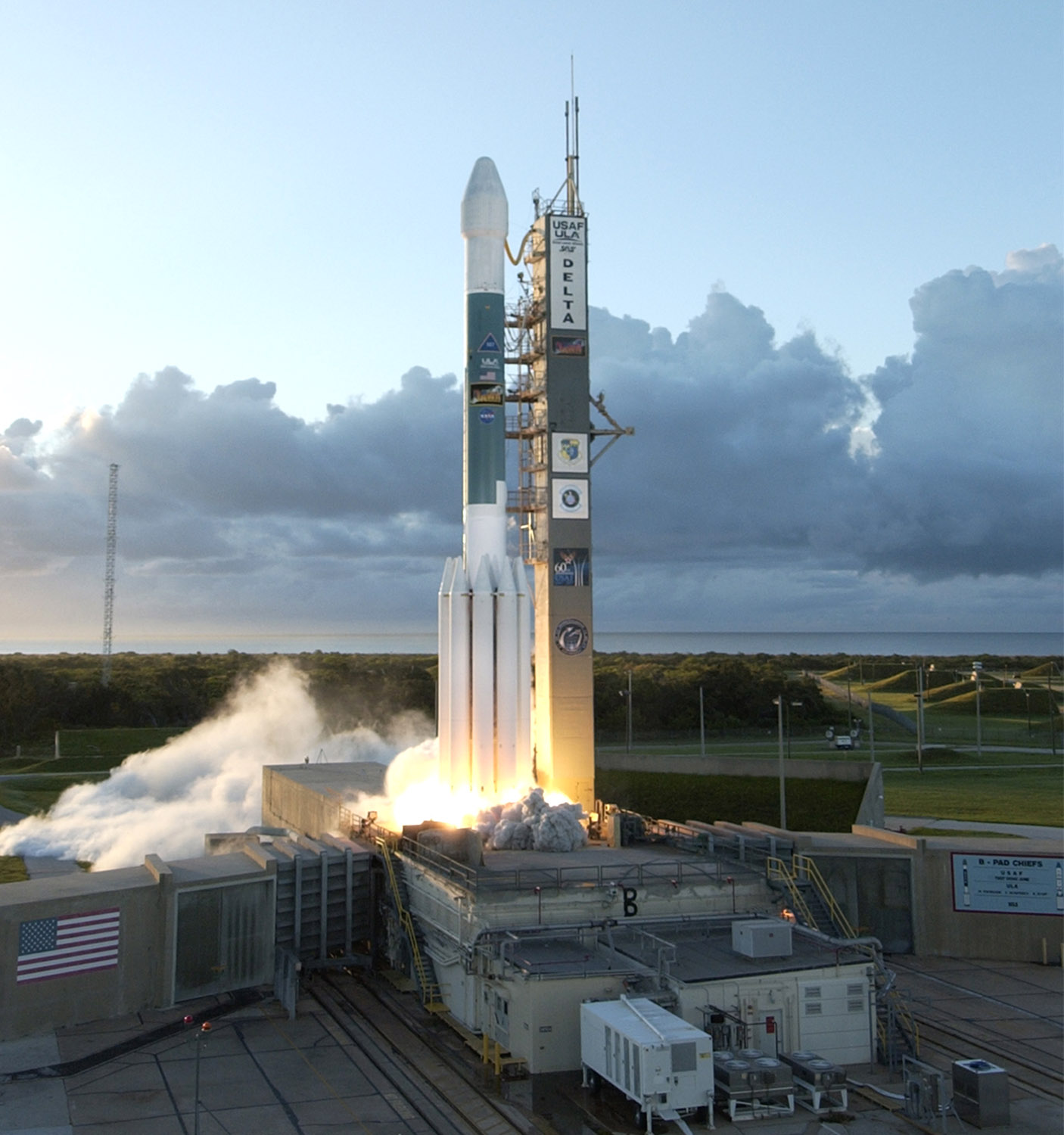
探査機ドーンを載せてケープカナベラルから打ち上げられるデルタ IIロケット

使い捨て型ロケット（つかいすてがたロケット、Expendable launch system もしくは乗り物の意を込め Expendable launch vehicle,ELV）は、一度のみしか実使用できない打ち上げロケット・システムのことである。2021年現在、スペースシャトルと運用中のSpaceXのファルコン9、ファルコンヘビーを除き、使い捨て型となっている。

## 概要
より有効な推力活用のため、死荷重の問題を最小とするために宇宙開発の初期より、ほぼ全てのロケット・システムは多段式の使い捨て型ロケットであった。大気圏再突入や機器の再整備の問題もあり、再利用はほぼ省みられてこなかった。
使い捨ての概念が注目されるようになったのは、宇宙開発のコストが着目されるようになってからである。高価なロケット・システムを再利用し、トータルコストを低減できるとの再使用型宇宙往還機(RLV: reusable launch vehicle)のアイデアが発想され、それとの対比によりELVと呼称されるようになった。
ELVは決して旧式となったものではなく、長期の技術開発により信頼性が高く、コストもある程度抑えられていることと、RLVが技術的困難により開発がはかどっておらず、再整備費用がかかり必ずしも低コストになるとは限らないと思われていることにより、21世紀初頭の段階でも人工衛星打ち上げなどの主要手段となっている。

## 21世紀におけるELV開発状況

### ヨーロッパの後援
1980年3月26日、欧州宇宙機関とフランス国立宇宙研究センター(CNES)は世界初の商業衛星打ち上げ会社であるアリアンスペースを設立した。アリアンスペース社はアリアンシリーズの製造、運用、販売を行う。1995年にはアリアンスペースは100機目の衛星の打ち上げを達成し、1997年には100機目のアリアンロケットの打ち上げが達成された。アリアンスペースにはヨーロッパの異なる10ヶ国の科学、技術、金融、政治の各分野から23の出資者がいる。主要株主のCNESは34.68%の資本を所有する。

### アメリカ合衆国の規制緩和による民間開発
スペースシャトル計画の開始から1986年のチャレンジャー号爆発事故までアメリカ合衆国の政策はNASAがアメリカの打ち上げ能力を世界市場に供給するという方針だった。当初はNASAは長期間運用による限界費用から算出した料金で商業市場の打ち上げを請け負っていた。
1984年、10月30日、合衆国大統領のロナルド・レーガンは商業打ち上げ法に署名した。これによりアメリカの産業界は民間の使い捨てロケットの運用が可能になった。この法律に署名する前は合衆国の全ての商業衛星の打ち上げはNASAのスペースシャトルによって制限されていた。
1990年11月5日、大統領のジョージ・ブッシュは打ち上げサービス購入法に署名した。この法律により初期のスペースシャトルによる独占は完全に逆転し、NASAはこのようなサービスが活動の過程で必要とされる時はいつでも商業の打ち上げ業者から購入する事を命じられた。

### ロシアの民営化
ロシア政府はRSC エネルギアを1994年に民営化して株式の一部を投資家に売却した。エネルギアとクルニチェフは共にロシアの有人宇宙飛行の大半を構成して来た。1997年、ロシア政府は株式の売却により筆頭株主の座から降りた。

### アメリカ政府の資金援助による開発
1996年、アメリカ政府はロッキード・マーティンとボーイングを宇宙へのアクセスを保証する為にそれぞれ発展型使い捨てロケット (EELV) の開発に選定した。政府の戦略は両方のロケットの商業化を強力に推し進める事によって調達費用を下げる事だった。市場における需要は期待したほどではなかったがデルタ IVとアトラスVの両方のEELVは運用中である。

### 打ち上げ協定
1995年以来クルニチェフのプロトンロケットはインターナショナル・ローンチ・サービスを通じて、ソユーズロケットはスターセムから販売される。エネルギアはソユーズロケットを製造し、ウクライナのシーローンチ計画の一部を所有する。ただし、シーローンチは2009年に経営破綻している。
2003年、アリアンスペースはボーイング・ローンチ・サービシーズと三菱重工業とローンチ・サービス・アライアンスの設立に参加した。2005年商業的な要請の弱いEELVの打ち上げを行うロッキード・マーティンとボーイングはアメリカ合衆国政府の打ち上げ市場を独占する為にユナイテッド・ローンチ・アライアンスと称する合弁会社を設立した。
現在、多くの商業打ち上げ会社が衛星打ち上げサービスを提供し、世界中の衛星会社や政府の宇宙機関へ売り込んでいる。2005年には計18回の商業打ち上げと37回の非商業打ち上げがあった。ロシアは44%の商業打ち上げを行い、ヨーロッパは28%でアメリカは6%だった。